# C.S.A.: The Confederate States of America
 C.S.A.: The Confederate States of America är en amerikansk fiktiv dokumentärfilm (även kallat mockumentär) från 2004 som visar, på ett satiriskt, humoristisk och ibland skrämmande sätt, hur samhällsutvecklingen skulle kunna ha sett ut i Nordamerika om konfederationen av de södra slavstaterna hade vunnit det amerikanska inbördeskriget 1861-65 och slaveriet hade fått fortgå.